# 花点鲥
花点鲥（学名：Hilsa kelee）为輻鰭魚綱鲱形目鲱科花點鰣屬的鱼类。分布于非洲东岸、印度、锡兰、印度尼西亚、马来亚、越南以及南海、东海等海域，體長可達35公分，棲息在沿海海域，會進入河口區，能忍受低鹽度，屬雜食性，以藻類、橈腳類、多毛類、甲殼類幼生等為食，為高經濟價值的食用魚。该物种的模式产地在Vizahapatam。